# Henri de Boulainvilliers
Henri de Boulainvilliers (Saint-Saire, Normandia, 1658 — París, 1722), comte de Boulainvilliers va ser un historiador francès.
Va escriure diverses obres sobre la història de França, en les que defensa el feudalisme i discuteix els orígens de l'aristocràcia a França i el seu declivi. Va escriure sobre temes tan diversos com astrologia, física, filosofia o teologia. Va traduir l'Ètica de Spinoza.

## Obres
- Histoire de l'ancien gouvernement de France (1727)
- État de la France (1727)